# Don Hahn
Donald Paul Hahn (nacido el 25 de noviembre de 1955) es un productor de películas estadounidense que se le acredita por producir algunas de las películas más exitosas en la historia reciente, entre ellas El rey león y La Bella y la Bestia, la primera película animada en ser nominada por la Academia de Artes de imagen en movimiento y Ciencias para un Oscar por Óscar a la mejor película. Actualmente es productor ejecutivo de las películas Disneynature, y posee su propia compañía de producción de película, Stone Circle Pictures.

## Biografía

### Primeros años
Nació en Chicago, Illinois. Su padre fue un pastor luterano. Cuándo tenía 3 años, su familia se mudó a Bellflower, California donde fue a la escuela y lanzó su primer corto animado en el club de película del instituto.  Luego su familia se mudó a Burbank, California cuándo era un adolescente. Se graduó de la Escuela preparatoria North Hollywood (dónde era un tambor mayor) en 1973, fue a estudiar música en Los Angeles Valley College, y se especializó en Música y se especializó en Bellas Artes en la Universidad de California en Los Ángeles. En ambas universidades, fue también un tambor mayor cuando también estaba en la Banda de los Caballeros reales de la Juventud Archivado el 16 de julio de 2011 en Wayback Machine. de Van Nuys, California. Fue un percusionista en la Orquesta Filarmónica juvenil de Los Ángeles. Trabajó como probador de cabeza del tambor para Remo Inc. y era el instructor de percusión en el Instituto Notre Dame para pagarse la universidad.

### Carrera filmica
Comenzó su carrera en la animación trabajando para la Leyenda de Disney Wolfgang Reitherman como asistente del director en The Fox and the Hound.  Trabajó estrechamente con el director Don Bluth en la producción de Pete's Dragon e incluso trabajó en el garaje de Bluth en el cortometraje animado Banjo the Woodpile Cat.  Más tarde se convirtió en director de producción de The Black Cauldron (1985) y The great mouse detective antes de pasar como productor asociado de Disney/Amblin es ¿Quién engañó a Roger Rabbit?(1988).
En 1989, Hahn hizo su primera marca como productor para Disney y el primer corto de Roger Rabbit de Amblin Entertainment Tummy Trouble, produciendo junto con Steven Spielberg, Kathleen Kennedy, y Frank Marshall. Luego fue el productor para la película animada de referencia de 1991, La Bella y la Bestia, la cual fue la primera película animada en ser nominada por el Premio de la Academia por mejor fondo. Su producción posterior en 1994 es El rey león, estableció récords de taquilla en todo el mundo por una película animada y se convirtió rápidamente en la película animada tradicional de mayor recaudación de la historia. En 1996 produjo El jorobado de Notre Dame, y en 2000 fue productor ejecutivo en Las locuras del Emperaror.
Hahn dirigió a Steve Martin, James Earl Jones, Quincy Jones, Itzhak Perlman, y Angela Lansbury en las secuencias anfitrionas de Fantasía 2000.  Al año siguiente en 2001, en Atlantis: el imperio perdido se le otorgó la libertad para que fuese productor de esta película. Atlantis recibió una moderada taquilla, muy por debajo de las anteriores películas. En 2003, Hahn se asoció con el codirector de El rey león Rob Minkoff para producir The Haunted Mansion, protagonizada por Eddie Murphy, siendo para Hahn, su primera película producida con actores reales.
También produjo el cortometraje animado nominado al Óscae Lorenzo (2004).
En 2006, Hahn fue jefe interino de la división de animación de Disney durante su fusión exitosa con Pixar. Recibió su segunda nominación a los Premios Óscar ese mismo año en la categoría de mejor corto animado por The Little Match Girl, una adaptación del cuento clásico de Hans Christian Andersen, que fue pensado originalmente para su inclusión en una versión de Fantasia.
Don era productor ejecutivo de la película sobre la naturaleza "Earth" el proyecto estreno de la película de la etiqueta de película Disneynature.  En 2010, una vez más ejerce como productor ejecutivo para "Océanos" el documental épico de los mares, y en 2011  "Gatos africanos" de Disneynature.
Cuatro de sus películas han sido adaptadas a musicales: La Bella y la Bestia, Aladdín, El rey león y El jorobado de Notre Dame. En todas, sus películas han sido nominadas para 18 premios Óscar.
Hahn produjo la versión de Tim Burton Frankenweenie. Y uno de los jurados en Festival de cine de arte por probabilidad.

## Documentales
Despertar a la Bella Durmiente es debut en la dirección de Don Hahn. La película es una historia real de la tormenta perfecta de las personas y circunstancias que han llevado el renacimiento de la animación en los años ochenta y noventa.  La película tuvo su estreno mundial en el Festival de cine de Toronto del 2009, y ganó el premio de audiencia en el Festival de cine de Hampton.  Ofrece una perspectiva franca de lo que ocurrió en los rangos creativos promovidos contra las tensiones dinámicas entre el liderazgo superior, Michael Eisner, Jeffrey Katzenberg y Roy Disney (el sobrino de Walt).
Hand Held es el segundo documental realizado por Hahn.  Cuándo tomó un año sabático de su trabajo en Disney,  se dispuso a hacer una película muy personal sobre el fotógrafo Mike Carroll, uno de los primeros reporteros gráficos en descubrir la epidemia del sida pediátrica en la Europa Oriental post-comunista.  Hahn filmó extensamente en Bucarest, Transilvania, y en Boston, ciudad natal de Carroll.
Navidad con Walt Disney (2009) es un documental encargado por el Museo Familiar Walt Disney y dirigido por Hahn.  Las película narra la vida de Disney como marido, padre, y cineasta centrado sobre sus vacaciones.  Hahn dirigió la película, narrado por la hija de Walt Disney, Disney Miller.  La películase transmite en cada temporada de vacaciones en el Museo Familiar Walt Disney en San Francisco.
Hahn sirvió como productor ejecutivo de numerosos documentales Disneynature como Tierra, Océanos, y Gatos africanos todo las cuales quedaron posicionadas como los documentales de naturaleza más vistos de todos los tiempos.  Es productor ejecutivo en el Alastair Fothergill, Mark Linfield dirigiendo Chimpancé.

## Libros
En enero de 1999, Hyperion Books publicó el libro de Don sobre la creatividad llamado "Perros de maíz bailando en la noche."  El libro más vendido es un caso del espíritu creativo humano.  Don también ha escrito tres libros sobre animación.  "La magia de la animación" de Disney Press.  La edición semanal dijo: "el productor Don Hahn destila el proceso difícil y detallado de la creación de un largometraje animado a una narrativa fácilmente entendida. Desde el nacimiento de una idea, de la voz en off, y efectos especiales e imágenes creadas por ordenador, cada fase es generosamente ilustrada con bosquejos, imágenes fijas de una película, escenas de los artistas en el trabajo, diagramas de flujo e incluso una foto de la apertura de Pocahontas en el Central Park, New York.

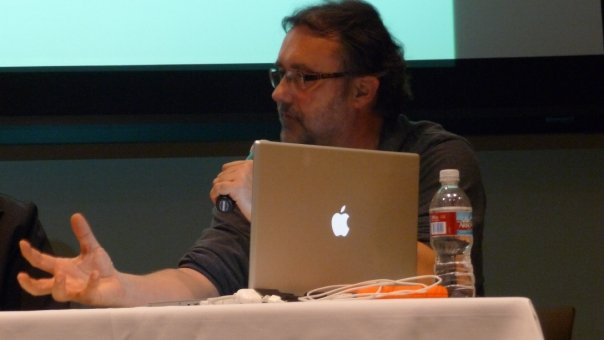
Don dirige una junta en el trabajo de Walt Stanchfield en la Comicon 2009

Su libro "La alquimia de la animación" se convirtió en un libro extremadamente popular en el proceso de hacer una película animada.  El texto trata de la animación tradicional dibujada a mano, así como la animación digital 3D, efectos visuales y detener la animación de movimiento.  Animation World Magazine dijo sobre el libro:  Si eres un artista de historia veterano, o estás tratando de conseguir trabajo de estudio como un intermediario, o entregando café y rosquillas a los superiores o solo eres un fan de la animación,  usted querrá agregar esto a su librería.
Al inicio de su carrera, Hahn se instaló y dirigió la Escuela de animación Disney, un programa de formación interno para una generación de artistas jóvenes que vienen dentro del departamento de animación de Disney Studios.  El programa fue monitoreado por los veterano de la animación Eric Larson y Walt Stanchfield.  En la primavera del 2009, Focal Press lanzó el libro de hito "Dibujado la Vida" por Walt Stanchfield la cual Don editó.  "Fue un proyecto de sueño para mí para traer las obras completas de Walt para imprimir," dijo Hahn.  "Stanchfield fue un maestro brillante, y mi mentor personal, y es una emoción por ser capaz de publicar su trabajo para inspirar a las generaciones venideras." El sitio web Animation Nation llamó a Dibujando la Vida:   una de las obras sobre la animación más grande jamás creado. Es una recopilación de las mejores obras de Don Hahn. El material no solo ahorra detalles sobre el arte de la animación, sino también profundiza las raíces artísticas de animación. Es una publicación que ha sido anticipado desde hace muchos años por cada artista y estudiante que Walt nunca entró en contacto con ellos.Ha sido un trabajo de amor por Don y estamos felices, orgullosos y entusiasmados de que las enseñanzas de Walt se mantendrán a base de en estos dos volúmenes gracias a él!''.

## Premios y distinciones
Premios Óscar
| Año  | Categoría                  | Trabajo nominado     | Resultado |
| ---- | -------------------------- | -------------------- | --------- |
| 1992 | Mejor película             | La bella y la bestia | Nominado  |
| 2007 | Mejor cortometraje animado | The Little Matchgirl | Nominado  |